# L'isola dei sopravvissuti
L'isola dei sopravvissuti (Survival Island, anche noto come Three) è un film del 2005 diretto da Stewart Raffill, interpretato da Kelly Brook, Billy Zane e Juan Pablo Di Pace.

## Trama
Un gruppo di turisti benestanti parte per un viaggio in barca insieme ai membri dell'equipaggio, tra i quali il marinaio Manuel, che appena prima della partenza ha litigato con una donna, finendo per picchiarla. Ella, che in realtà è una praticante di riti vudù, adirata per l'offesa ricevuta e per il rifiuto con cui Manuel ha risposto alla sua proposta di matrimonio (essendo incinta), decide di maledirlo con dei riti esoterici. Proprio a causa di Manuel, la barca su cui viaggiano i turisti finisce in fiamme e solamente lui e un'altra donna, Jennifer, riescono a raggiungere a nuoto un'isola. L'interesse dimostrato subito da Manuel nei confronti della donna finisce per essere ricambiato, finché proprio Manuel non ritroverà e soccorrerà Jack, il marito che Jennifer credeva morto.
Jack si dimostra subito aggressivo con il suo salvatore e geloso nei confronti della propria moglie, tanto da costringere Manuel ad andarsene dalla capanna costruita dallo stesso marinaio. Manuel però non vuole rinunciare a Jennifer, e quando Jack scoprirà di essere stato effettivamente tradito, organizza da solo una fuga con una barca rinvenuta sul fondo del mare. Si tratta però di un tranello: dopo aver manomesso l'imbarcazione e aver fatto in modo che i due la rubassero, Jack pensa di essersi liberato di loro. I due amanti però riescono a tornare a nuoto, ma Manuel, stremato e ammalato finisce ucciso nella foresta mentre fuggono dal marito di Jennifer. Quest'ultima, dopo aver passato un anno o più nell'isola insieme al marito assassino, viene rinvenuta da dei turisti che la portano in salvo mentre Jack, che nel frattempo era sott'acqua a pescare, implora da lontano di non essere lasciato nell'isola.

## Distribuzione
Il film, distribuito dalla Universal Pictures, è stato distribuito nelle sale cinematografiche statunitensi a partire dal 5 maggio 2006, mentre in Australia è stato distribuito a partire dal 16 novembre 2005. In Italia è uscito nel 2007 in DVD.